# Vicariato apostolico di Anhalt

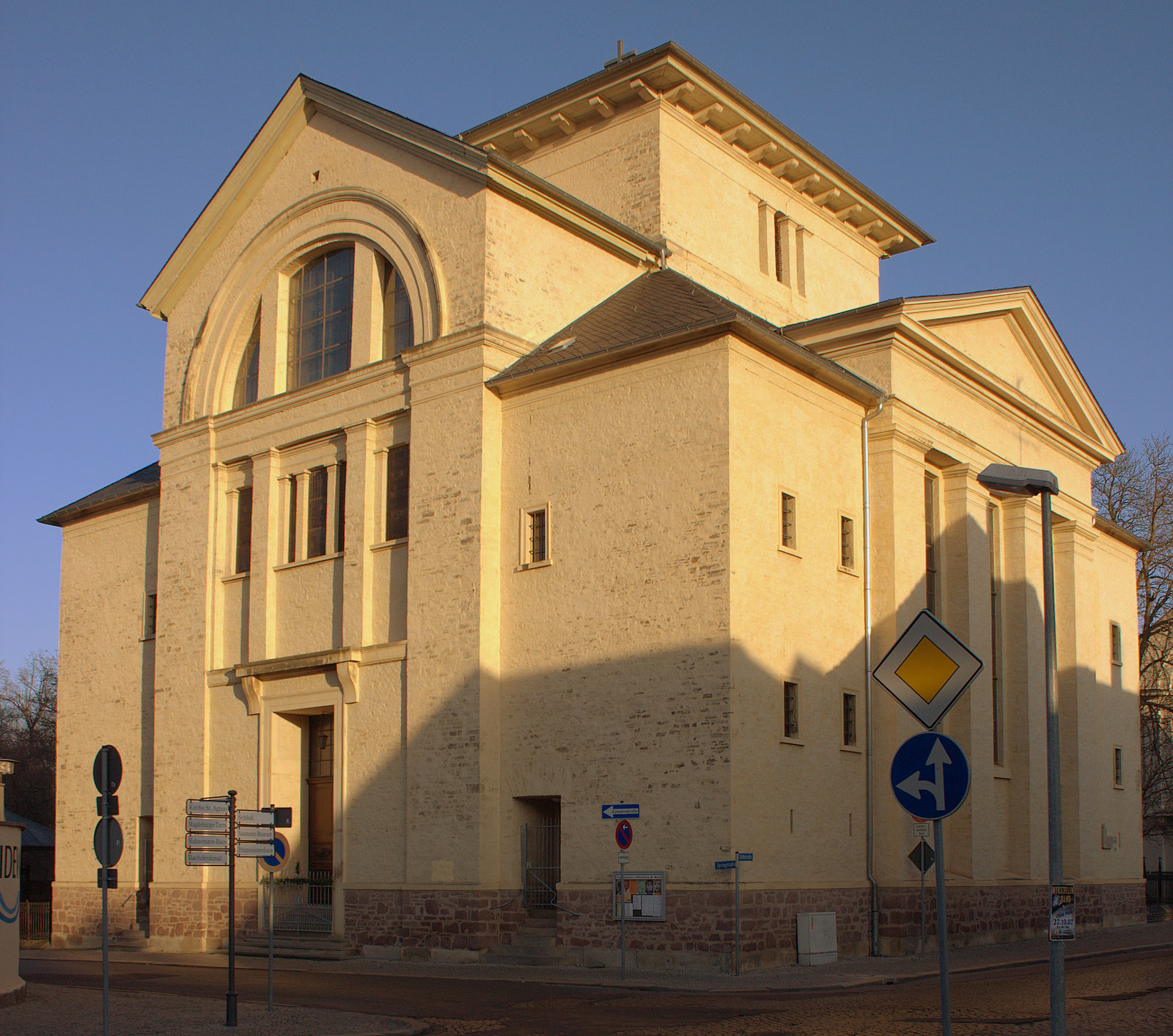
La chiesa di Santa Maria Assunta, fatta costruire a Cöthen dal duca Ferdinando Federico di Anhalt-Köthen.

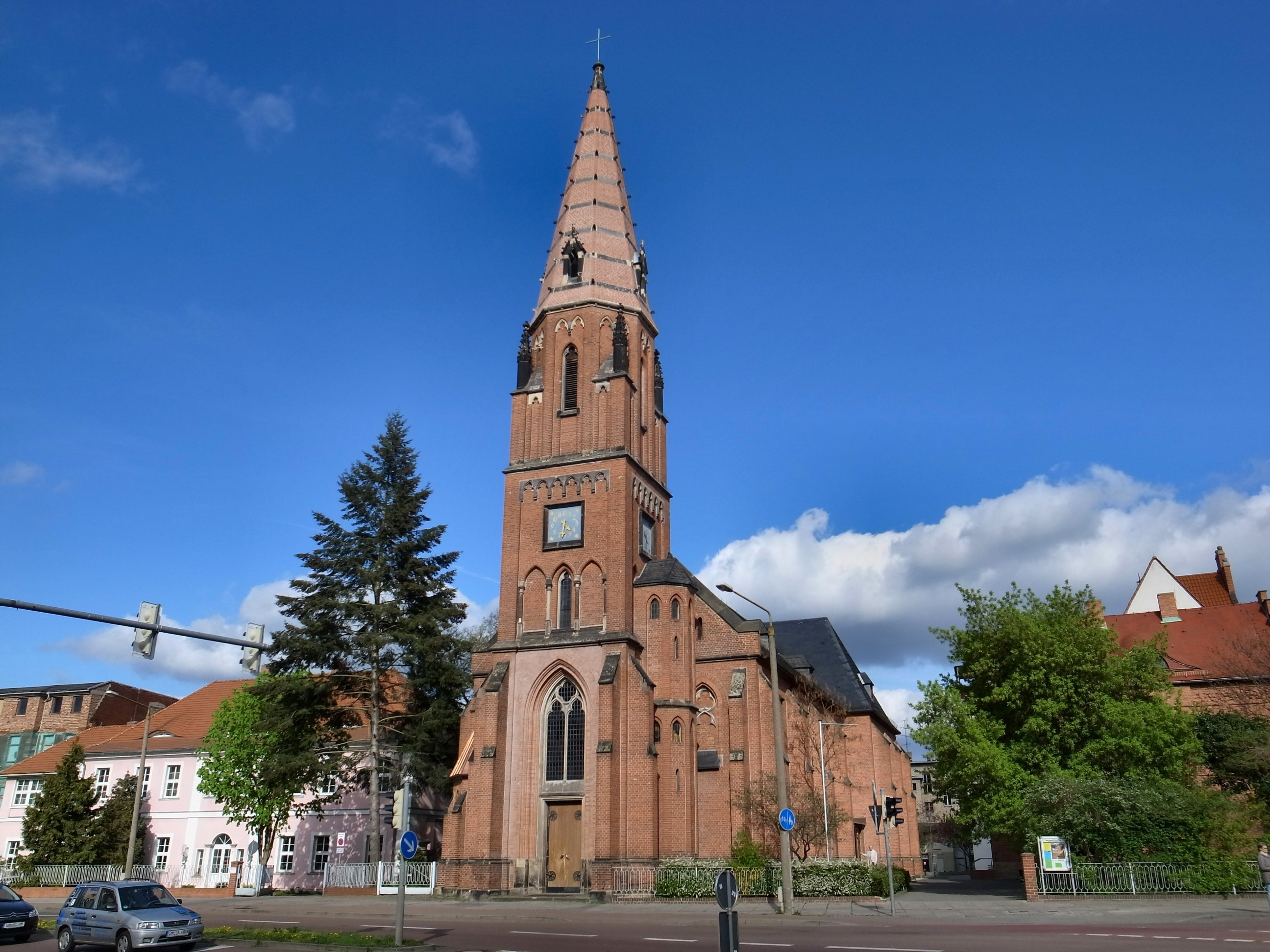
La chiesa parrocchiale dei Santi Pietro e Paolo di Dessau.

Il vicariato apostolico di Anhalt (in latino Vicariatus apostolicus Anhaltini) è una sede soppressa della Chiesa cattolica in Germania.
Nelle fonti la sede è nota anche come Missione di Anhalt o Missione del ducato di Anhalt.

## Territorio
Il vicariato apostolico comprendeva tre Stati membri della Confederazione germanica, l'Anhalt-Dessau, l'Anhalt-Bernburg e l'Anhalt-Köthen, dal 1863 riuniti nel ducato di Anhalt. Prima della riforma protestante nel XVI secolo, questi territori appartenevano a tre diocesi cattoliche, Magdeburgo, Brandeburgo e Merseburg.
Il nunzio di Monaco Flavio Chigi suddivise il vicariato in 4 parrocchie: Dessau, Zerbst, Cöthen e Bernburg.
Nel 1866 il vicariato, su una popolazione di circa 181.000 persone, contava poco più di 3.700 battezzati serviti da 6 sacerdoti provenienti dalle vicine diocesi di Hildesheim e Paderborn. Nel 1905, su una popolazione di 311.999 abitanti, erano censiti 13.493 cattolici.

## Storia
La presenza cattolica nel ducato di Anhalt, territorio a quasi esclusiva maggioranza luterana, si deve a Ferdinando Federico, duca di Anhalt-Köthen, che si convertì, assieme alla moglie, al cattolicesimo nel 1825. Chiamò nel suo principato il gesuita Pierre-Jean Beckx (1795-1887), fece costruire a Cöthen l'ospedale dei barnabiti e la chiesa cattolica di Santa Maria Assunta.
Con la lettera apostolica Supremum hoc apostolatus del 17 maggio 1826, indirizzata a Ignaz Bernhard Mauermann, vescovo titolare di Pella e vicario apostolico della Sassonia (Vicarius apostolicus Saxoniae), papa Leone XII eresse la chiesa di Santa Maria Assunta di Cöthen in parrocchia immediatamente soggetta alla Santa Sede, e nominò Pierre-Jean Beckx come primo parroco. Contestualmente affidò a Mauermann la cura pastorale dei cattolici dell'Anhalt.
Nel 1834 il vicariato apostolico fu affidato ai nunzi di Monaco, e il 17 marzo 1868 ai vescovi di Paderborn, che ottennero il titolo di "amministratori apostolici delle parrocchie cattoliche del distretto di Anhalt".
Nel 1830 venne eretta la parrocchia di Dessau, mentre nel 1859 il nunzio Flavio Chigi istituì le parrocchie di Zerbst e di Bernburg. Queste ultime due parrocchie ottennero il riconoscimento governativo solo nel 1871, in quanto erette senza il consenso statale.
Il 29 aprile 1892 il vicariato apostolico fu concesso in amministrazione apostolica ai vescovi di Paderborn.
Con il breve apostolico Commissum Nobis del 1º marzo 1921, papa Benedetto XV soppresse il vicariato apostolico annettendone il territorio alla diocesi di Paderborn (oggi arcidiocesi).

## Cronotassi dei vicari
- Ignaz Bernhard Mauermann † (17 maggio 1826 - 1834 dimesso)
- Carlo Giuseppe Benedetto Mercy d'Argenteau † (1834 - 27 aprile 1837 dimesso)[6]
- Michele Viale Prelà † (9 agosto 1838 - giugno 1845 nominato nunzio apostolico in Austria)[6]
- Carlo Luigi Morichini † (aprile 1845 - 2 agosto 1847 dimesso)[6]
- Carlo Sacconi † (13 novembre 1847 - 28 settembre 1853 nominato nunzio apostolico in Francia)[6]
- Antonio Saverio De Luca † (19 dicembre 1853 - 16 giugno 1856 nominato nunzio apostolico in Austria)[6]
- Flavio Chigi † (16 giugno 1856 - 30 settembre 1861 nominato nunzio apostolico in Francia)[6]
- Matteo Eustachio Gonella † (30 settembre 1861 - 22 giugno 1866 nominato vescovo di Viterbo)[6]
- Pier Francesco Meglia † (26 ottobre 1866 - 17 marzo 1868 dimesso)
- Martin Konrad † (17 marzo 1868 - 16 luglio 1879 deceduto)
  - Sede vacante (1879-1882)
- Franz Kaspar Drobe † (24 marzo 1882 - 7 marzo 1891 deceduto)
- Hubert Theophil Simar † (25 giugno 1891 - 24 ottobre 1899 nominato arcivescovo di Colonia)
- Wilhelm Schneider † (10 maggio 1900 - 31 agosto 1909 deceduto)
- Karl Joseph Schulte † (30 novembre 1909 - 8 marzo 1920 nominato arcivescovo di Colonia)
- Kaspar Klein † (30 aprile 1920 - 1º marzo 1921 dimesso)
  - Sede soppressa